# 이케가야 고지로
이케가야 고지로(일본어: 池谷 公二郎 いけがや こうじろう[*], 1952년 6월 28일 ~ )는 일본의 전 프로 야구 선수이자 야구 지도자, 야구 해설가·평론가이다. 시즈오카현 시즈오카시 출신이며 현역 시절 포지션은 투수였다.

## 인물

### 프로 입단 전
시즈오카 상업고등학교 시절 1학년 때는 같은 학년인 니우라 히사오(이케가야보다 1년 연상이지만 시즈오카 상업고등학교의 정시제에서 전일제로 편입)의 존재도 있어 대기 투수가 됐다. 니우라가 1학년 때 프로 입단을 목적으로 고교를 중퇴하면서 요미우리 자이언츠에 입단했기 때문에 2학년 때는 팀의 에이스로서 기대를 모았지만 이렇다할만한 활약을 남기지 못하고 침체를 겪었고 1년 선배인 마쓰시마 히데오(후에 다이요 웨일스)의 대기 투수가 됐다. 3학년 때는 에이스가 되면서 시즈오카 현내에서는 거의 지는 것을 몰랐지만 하계 소속 현 대회의 2차전에서 패했다. 고교 졸업 후 사회인 야구팀에 자리를 옮기면서 가나사시 조선소에 입사했지만 1년도 지나지 않아서 야구부가 해산됐고 특별 조치로 긴테쓰 버펄로스에게서 7순위로 지명됐지만 이를 거절하고 닛폰 악기로 이적했다. 1972년 제43회 도시 대항 야구 대회에서는 주로 구원 투수로서 활약해 팀의 우승에 큰 기여를 했다.
1972년 프로 야구 드래프트 회의에서 히로시마 도요 카프로부터 1순위 지명을 받았지만 입단은 이듬해인 1973년 시즌 종료 후가 돼서야 늦게 입단했다. 이것은 같은 닛폰 악기의 에이스였던 니미 사토시가 도에이 플라이어스(이듬해 2월부터는 닛타쿠홈 플라이어스)에 입단하기 때문에 주력 투수가 두 명이 빠지는 사태에 휘말린 회사측에서 기다려달라는 요청이 있었기 때문이었다. 1973년 드래프트 회의 전에 히로시마에 입단할 수 있었다.

### 프로 야구 선수 시절
‘빨간 헬멧’ 투수진의 일원으로서 1975년에 히로시마가 첫 우승할 당시에는 소토코바 요시로의 20승(19선발승)에 이은 18승(17선발승), 이듬해 1976년에는 20승(16선발승으로 최다 선발승)을 올려 다승왕 타이틀을 획득함과 동시에 최고의 투수에게 주어지는 사와무라 에이지상을 수상했다. 히로시마에서 활약하고 있는 동안 세 차례의 센트럴 리그 우승과 두 차례의 일본 시리즈 우승에 기여를 했다. 그런 한편으로 약간 높은 듯한 직구 승부가 많았고 히로시마 시민 구장을 홈구장으로 하고 있었던 점에서 피홈런도 많았는데 1977년에는 48개의 피홈런을 기록해 이것은 일본 프로 야구에서의 가장 높은 기록으로 남아있다.
오른팔을 허리 뒤까지 돌려서 왼팔을 높이 들고 원심력으로 던지는 시소와 같은 자세에서 일명 ‘시소 투구법’혹은 ‘깃콘밧탄 투구법’이라고도 불렸다. 타자와의 정면 승부에 도전해서 1976년 1977년에 2년 연속 최다 탈삼진(당시에는 타이틀이 아님)을 기록했다. 오 사다하루는 현역 은퇴를 결심한 이유 중의 하나가 이케가야의 직구가 성장하면서 그대로 당할 수 밖에 없었던 것도 있다고 자신의 자서전에서 밝히기도 했다. 하지만 어깨를 다친 이후에는 뚜렷한 활약을 남기지 못했고 1985년 시즌 끝으로 고바 다케시의 감독직 용퇴와 함께 현역 생활을 은퇴(통산 91선발승)했다.

### 그 후
그 후 1986년부터 1988년까지 히로시마 TV 야구 해설자를 거쳐 코치로서 히로시마에 복귀했다. 1993년부터 1997년까지 닛폰 TV·히로시마 TV·라디오닛폰 해설자를 거쳐 요미우리 자이언츠에서도 투수 코치를 맡으면서 1998년에는 1군 투수 코치, 1999년 ~ 2001년에는 2군 투수 코치, 2004년에 다시 1군 투수 코치를 맡았지만 당시 요미우리 구단에서 가장 높은 팀 평균 자책점인 4.50을 기록하여 2004년 시즌 끝으로 코치직에서 사임했다. 현재는 닛폰 TV와 히로시마 TV, 라디오닛폰의 야구 해설자를 맡고 있다. 히로시마에는 쓰다 쓰네미와 쌍벽이라고 불릴 정도로 인품이 좋은 인물로도 알려져서 히로시마의 로컬 프로그램에도 자주 출연했다.
해설자를 시작한 초기에는 결론의 대부분을 ‘~(선수 이름)의 기분이 이겼으니까 / 졌으니까’로 귀결시키는 해설 스타일이 비판을 받아서 한때는 선수의 심정적인 설명조차도 자주 ‘기분’이라는 단어를 피하는 경우도 있었다. 또한 2군 정보에도 정통해서 주간 경기에서는 2군, 야간 경기에서 1군 경기라고 하는 일명 ‘오야코 게임’(親子ゲーム)에서도 확실하게 체크했다.
현재는 야구 해설자 외에도 히로시마 현 공동 모금회의 회장을 맡고 있는 한편 2015년 4월부터 히로시마 TV에서 방영되고 있는 오전 프로그램 《TV파 런치》 목·금요일의 메인 MC를 담당하고 있다.

## 상세 정보

### 출신 학교
- 시즈오카 현립 시즈오카 상업고등학교

### 선수 경력
사회인 시대
- 가나사시 조선소
- 닛폰 악기

프로팀 경력
- 히로시마 도요 카프(1974년 ~ 1985년)

### 지도자·기타 경력
- 히로시마 TV 해설자(1986년 ~ 1988년, 1994년 ~ 1997년, 2002년 ~ 2003년, 2005년 ~ )
- 닛폰 TV 해설자(1994년 ~ 1997년, 2002년 ~ 2003년, 2005년 ~ )
- 히로시마 도요 카프 1군 투수 코치(1989년 ~ 1992년)
- 요미우리 자이언츠 1군 투수 코치(1998년, 2004년)
- 요미우리 자이언츠 2군 투수 코치(1999년 ~ 2001년)

### 수상·타이틀 경력

#### 타이틀
- 다승왕 : 1회(1976년)(16선발승으로 최다 선발승)
- 최다 탈삼진(당시는 타이틀이 아님) : 2회(1976년, 1977년) ※센트럴 리그에서는 1991년부터 타이틀로 제정됨

#### 수상
- 최우수 투수 : 1회(1976년)
- 베스트 나인 : 1회(1976년)
- 사와무라 에이지상 : 1회(1976년)
- 월간 MVP : 1회(1976년 7월)

### 개인 기록

#### 첫 기록
- 첫 등판 : 1974년 6월 29일, 대 다이요 웨일스 10차전(히로시마 시민 구장), 8회초에 3번째 투수로서 구원 등판, 1이닝 무실점
- 첫 탈삼진 : 상동, 8회초에 이토 이사오로부터
- 첫 승리 : 1974년 7월 26일, 대 주니치 드래곤스 15차전(히로시마 시민 구장), 9회초에 2번째 투수로서 구원 등판·마무리, 1이닝 무실점
- 첫 선발 : 1974년 8월 1일, 대 한신 타이거스 18차전(한신 고시엔 구장), 9이닝 1실점
- 첫 완투 승리 : 1974년 9월 15일, 대 요미우리 자이언츠 26차전(히로시마 시민 구장), 9이닝 1실점
- 첫 세이브 : 1975년 6월 29일, 대 주니치 드래곤스 13차전(주니치 스타디움), 7회말 1사에 2번째 투수로서 구원 등판·마무리, 2와 2/3이닝 무실점
- 첫 완봉 승리 : 1975년 9월 9일, 대 주니치 드래곤스 24차전(히로시마 시민 구장)

#### 기록 달성 경력
- 통산 1000탈삼진 : 1981년 10월 12일, 대 야쿠르트 스왈로스 25차전(메이지 진구 야구장), 7회말에 와타나베 스스무로부터 ※역대 63번째
- 통산 100승 : 1983년 8월 21일, 대 야쿠르트 스왈로스 20차전(메이지 진구 야구장), 선발 등판으로 6이닝 3실점 ※역대 84번째

#### 기타
- 올스타전 출장 : 2회(1975년 ~ 1976년)

### 등번호
- 11(1974년 ~ 1985년)
- 81(1989년 ~ 1992년, 2004년)
- 74(1998년 ~ 2001년)

### 연도별 투수 성적
| 연 도       | 소 속       | 등 판 | 선 발 | 완 투 | 완 봉 | 무 4 구 | 승 리 | 패 전 | 세 이 브 | 홀 드 | 승 률 | 타 자 | 이 닝  | 피 안 타 | 피 홈 런 | 볼 넷 | 고 4 | 몸 맞 | 탈 삼 진 | 폭 투 | 보 크 | 실 점 | 자 책 점 | 평 자 책 | W H I P |
| ----------- | ----------- | ----- | ----- | ----- | ----- | ------- | ----- | ----- | -------- | ----- | ----- | ----- | ------ | -------- | -------- | ----- | ---- | ----- | -------- | ----- | ----- | ----- | -------- | -------- | ------- |
| 1974년      | 히로시마    | 22    | 6     | 1     | 0     | 0       | 2     | 4     | 0        | --    | .333  | 200   | 46.0   | 51       | 8        | 17    | 0    | 1     | 25       | 0     | 1     | 30    | 26       | 5.09     | 1.48    |
| 1975년      | 히로시마    | 45    | 36    | 10    | 2     | 2       | 18    | 11    | 1        | --    | .621  | 1018  | 244.0  | 242      | 22       | 62    | 6    | 5     | 131      | 1     | 0     | 103   | 90       | 3.32     | 1.25    |
| 1976년      | 히로시마    | 51    | 36    | 18    | 3     | 4       | 20    | 15    | 3        | --    | .571  | 1202  | 290.1  | 271      | 35       | 72    | 5    | 7     | 207      | 1     | 0     | 115   | 105      | 3.26     | 1.18    |
| 1977년      | 히로시마    | 44    | 31    | 12    | 1     | 2       | 11    | 16    | 5        | --    | .407  | 974   | 226.0  | 241      | 48       | 67    | 2    | 1     | 176      | 2     | 0     | 140   | 131      | 5.22     | 1.36    |
| 1978년      | 히로시마    | 35    | 32    | 10    | 0     | 0       | 13    | 7     | 1        | --    | .650  | 916   | 208.1  | 212      | 27       | 93    | 2    | 4     | 132      | 0     | 0     | 108   | 98       | 4.24     | 1.46    |
| 1979년      | 히로시마    | 32    | 29    | 7     | 2     | 0       | 12    | 8     | 0        | --    | .600  | 709   | 168.0  | 165      | 38       | 52    | 0    | 1     | 124      | 1     | 0     | 93    | 91       | 4.88     | 1.29    |
| 1980년      | 히로시마    | 28    | 25    | 7     | 1     | 1       | 9     | 6     | 0        | --    | .600  | 706   | 169.1  | 162      | 21       | 43    | 2    | 4     | 107      | 1     | 0     | 67    | 62       | 3.30     | 1.21    |
| 1981년      | 히로시마    | 25    | 22    | 5     | 1     | 1       | 10    | 7     | 0        | --    | .588  | 574   | 130.2  | 156      | 18       | 34    | 2    | 1     | 98       | 0     | 0     | 73    | 67       | 4.60     | 1.45    |
| 1982년      | 히로시마    | 17    | 12    | 0     | 0     | 0       | 1     | 6     | 0        | --    | .143  | 272   | 60.2   | 71       | 7        | 19    | 2    | 2     | 27       | 0     | 0     | 39    | 34       | 5.02     | 1.48    |
| 1983년      | 히로시마    | 14    | 9     | 2     | 0     | 0       | 6     | 2     | 0        | --    | .750  | 257   | 60.1   | 70       | 11       | 14    | 2    | 1     | 23       | 1     | 0     | 29    | 28       | 4.18     | 1.39    |
| 1984년      | 히로시마    | 4     | 2     | 0     | 0     | 0       | 1     | 2     | 0        | --    | .333  | 29    | 5.2    | 8        | 1        | 6     | 0    | 0     | 2        | 0     | 0     | 5     | 4        | 6.35     | 2.47    |
| 1985년      | 히로시마    | 8     | 1     | 0     | 0     | 0       | 0     | 0     | 0        | --    | ----  | 57    | 13.0   | 14       | 2        | 6     | 1    | 0     | 4        | 0     | 0     | 8     | 8        | 5.54     | 1.54    |
| 통산 : 12년 | 통산 : 12년 | 325   | 241   | 72    | 10    | 10      | 103   | 84    | 10       | --    | .551  | 6914  | 1622.1 | 1663     | 238      | 485   | 24   | 27    | 1056     | 7     | 1     | 810   | 744      | 4.13     | 1.32    |

- 굵은 글씨는 시즌 최고 성적, 붉은색 글씨는 일본 프로 야구 역대 최고 성적.
- 1973년은 1군 출장 없음.